# Concerto cho piano số 17 (Mozart)
Concerto cho piano số 17, cung Sol trưởng, K. 453 là tác phẩm của nhà soạn nhạc người Áo Wolfgang Amadeus Mozart. Tác phẩm này được ông viết vào năm 1784. Theo như thời gian mà Mozart có ghi lại, bản concerto được hoàn thành vào ngày 12 tháng 4 năm 1784. Như theo truyền thống của nhạc cổ điển châu Âu, tác phẩm gồm có 3 chương:
- Allegro
- Andante, cung Đô trưởng
- Allegretto-Presto

Phong thái quả quyết của đoạn mở đầu của chương Allegro có thể làm ta liên tưởng đến bản concerto dành cho piano số 13, chỉ có một điều khác biệt đó chính là âm rung nổi bật trên nốt nhạc thứ hai.